# علی‌اصغر مصلح
علی‌اصغر مصلح (متولد ۱۳۴۱) استاد گروه فلسفهٔ دانشگاه علامه طباطبایی است. او مدتی ریاست دانشکده‌های ادبیات و الهیات دانشگاه علامه طباطبایی را بر عهده داشت و رئیس پژوهشکده فرهنگ معاصر پژوهشگاه علوم انسانی و مطالعات فرهنگی نیز هست. ایشان عضو وابسته گروه علوم انسانی در فرهنگستان علوم است. همچنین او از اعضای هیئت مؤسس و هیئت مدیره انجمن فلسفه میان‌فرهنگی ایران است و ریاست این انجمن را نیز بر عهده دارد.

## زندگی
مصلح دورهٔ کارشناسی ارشد فلسفه را با ارائهٔ پایان‌نامه‌ای به راهنمایی رضا داوری تحت عنوان «نظر هایدگر دربارهٔ اومانیسم» در دانشگاه تهران گذراند و دورهٔ دکتری فلسفه و حکمت اسلامی را با نگارش رساله‌ای دربارهٔ مطالعهٔ تطبیقی ابن عربی و مارتین هایدگر در دانشگاه تربیت مدرس به پایان برد.
پژوهش‌های او عمدتاً در حوزهٔ فلسفه افلاطون، فلسفه هگل، فلسفه‌های اگزیستانس، فلسفه فرهنگ، فلسفه میان‌فرهنگی و عرفان نظری است.
وی در سال‌های ۱۳۸۰ و ۸۱ مدیر گروه فلسفه مرکز بین‌المللی گفتگوی تمدن‌ها بود و در ترویج گفتگو در ایران نقش ایفا کرده‌است. وی در همایش‌های بسیاری منش و اخلاق گفتگو را معرفی کرده و از جمله ایدهٔ گفتگوهای فرهنگی متفکران ایران و افغانستان را مطرح ساخته‌است.
مصلح مسئولیت برگزاری همایش‌های ملی و بین‌المللی مختلفی مانند آینده فرهنگ، فلسفهٔ میان فرهنگی و عالم معاصر را بر عهده داشته‌است.
وی مؤسس پژوهشکدهٔ فرهنگ معاصر در پژوهشگاه علوم انسانی و مطالعات فرهنگی است و دبیری مجموعه کتاب‌های اندیشه نو را بر عهده داشته‌است. تاکنون هفت جلد از این مجموعه با مقدمه‌هایی که وی بر آن‌ها افزوده‌است، منتشر شده‌است.
وی را فیلسوف آشتی و پدر فلسفهٔ میان فرهنگی در ایران نامیده‌اند.
علی اصغر مصلح در نامهٔ سرگشاده به رئیس‌جمهور به مناسبت روز جهانی فلسفه در سال ۱۳۹۶ مهم‌ترین چالش جهان معاصر را تقابل قدرت و حقیقت دانسته‌است.

## کتاب‌ها
- ادراکات اعتباری علامه طباطبایی و فلسفه فرهنگ، تهران: روزگار نو، ۱۳۹۲.
- با دیگری؛ پژوهشی در تفکر میان فرهنگی و آیین گفتگو، تهران: انتشارات علمی، ۱۳۹۷
- پرسش از حقیقت انسان (مطالعه‌ای تطبیقی در آراء ابن عربی و هایدگر)، قم: انتشارات طه، ۱۳۸۵.
- تجربه واحد، تهران: انتشارات پژوهشگاه علوم انسانی و مطالعات فرهنگی، ۱۳۹۲.
- تقریری از فلسفه‌های اگزیستانس، تهران: پژوهشگاه فرهنگ و اندیشه اسلامی، ۱۳۸۴.
- جستجو و گفتگو: جستارهایی در فرهنگ، تهران: انتشارات علم، ۱۳۹۱.
- حقیقت و قدرت، تهران: نشر نی، ۱۳۹۹
- علوم انسانی با رویکرد میان‌فرهنگی، ت‍ه‍ران: پژوهشگاه علوم انسانی و مطالعات فرهنگی‏‫، ۱۴۰۰.[۲۲]
- فلسفه فرهنگ، تهران: انتشارات علمی، ۱۳۹۴
- گئورگ ویلهلم فردریش هگل، تهران: انتشارات علمی، ۱۳۹۲[۲۳]